# Koninklijk Instituut Woluwe

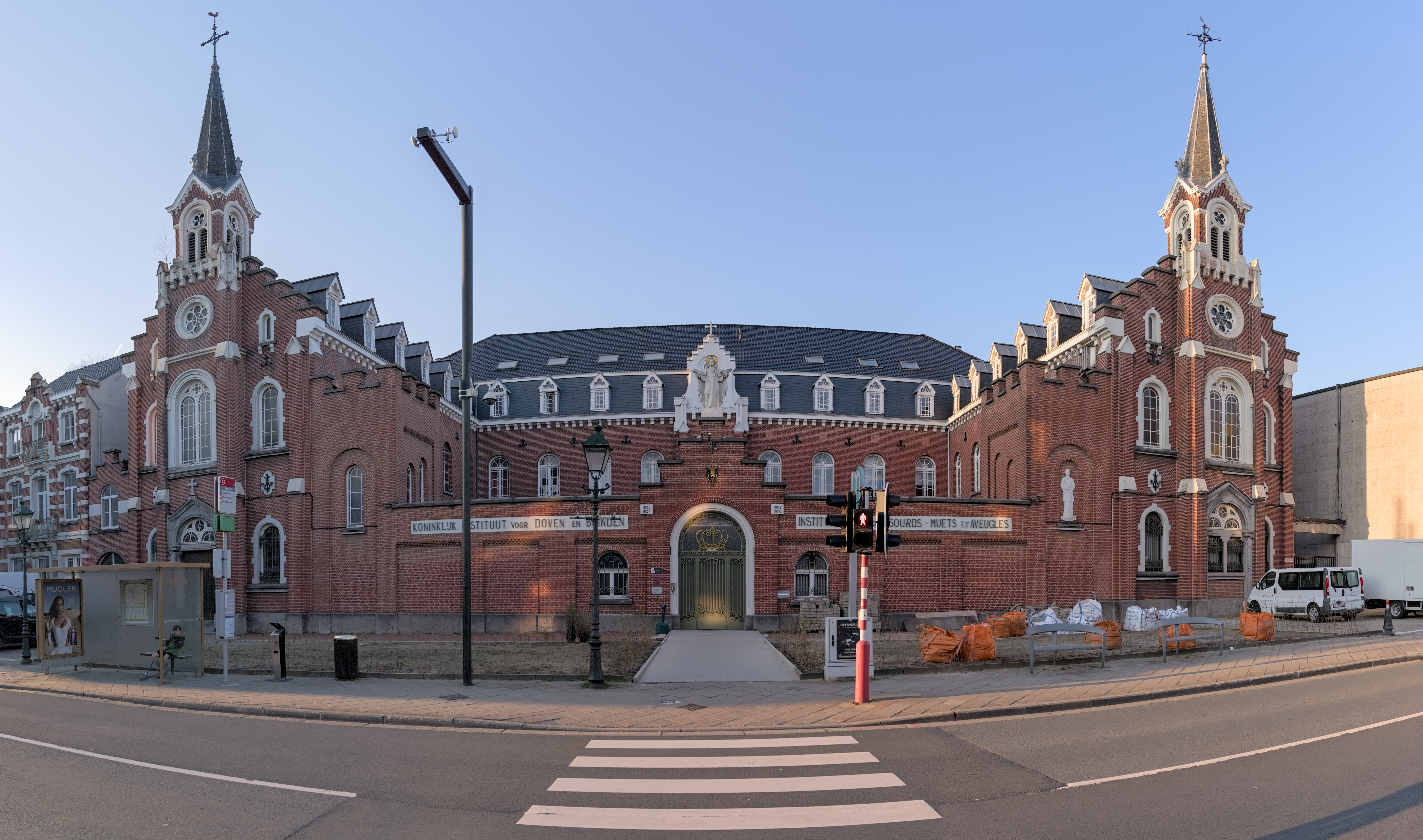
Het neogotisch gebouw uit 1878

Koninklijk Instituut Woluwe is een orthopedagogisch centrum van de Broeders van Liefde. Het orthopedagogisch centrum is de koepelorganisatie van een Multifunctioneel Centrum (vroeger Medisch-Pedagogisch Instituut) en een school voor basis en voor secundair buitengewoon onderwijs. O.C. Woluwe verleent aangepast onderwijs en een geschikte opvoeding aan kinderen en jongeren met:
- gehoor-, taal- of gezichtsbeperking (zoals dysfasie)
- visuele beperking
- psychosociale beperking
- autismespectrumstoornissen (ASS)

Het instituut is gevestigd aan de Georges Henrilaan in Sint-Lambrechts-Woluwe.

## Geschiedenis
Het instituut startte in 1835 in de Violettestraat te Brussel, op initiatief van Kanunnik Petrus Jozef Triest, de stichter van de Congregatie der Broeders van Liefde. In 1878 verhuisde het naar zijn huidige verblijfplaats in de Georges Henrilaan te Sint-Lambrechts-Woluwe.
Het instituut was de eerste inrichting waar het brailleschrift als lees- en schrijfmethode bij het onderricht aan blinden werd aangewend. In 1935 werd er de eerste klas voor slechtziende kinderen in België opgericht.
Ook in de opvoeding van auditief gehandicapte jongeren heeft het instituut creatief eigen methodieken ontwikkeld (o.a. het Assisterend Kinemen Alfabet) en werden nieuwe opvoedingstrends steeds actief opgevolgd.